# Pacific Tri-Nations 1988
Il "Triangolare del Sud Pacifico" o "Pacific Tri-Nations" era un torneo di rugby a 15 che disputò tra il 1982 e 1997, oltre che nel 1998 e 2004 (nel quadro delle qualificazioni mondiali), tra le nazionali di Rugby a 15 di Samoa, Figi, Tonga.
L'edizione del 1988 si svolse ad Apia in Samoa, e vide l'ex aequo tra la squadra di casa e le isole Fiji.

## Risultati
| 1ª giornata    |               |       |
| 28 maggio 1988 | Samoa - Tonga | 20-13 |

| 2ª giornata    |              |       |
| 31 maggio 1988 | Tonga - Figi | 13-16 |

| 3ª giornata   |              |       |
| 4 giugno 1988 | Samoa - Figi | 17-17 |

## Classifica
|  | Squadra | G | V | N | P | P+ | P- | diff. | PT |
|  | ------- | - | - | - | - | -- | -- | ----- | -- |
|  | Samoa   | 2 | 1 | 0 | 1 | 37 | 30 | 7     | 3  |
|  | Figi    | 2 | 1 | 0 | 1 | 33 | 30 | 3     | 3  |
|  | Tonga   | 2 | 0 | 0 | 2 | 26 | 36 | -10   | 0  |

## Tabellini
| Apia 28 maggio 1988                                                                   | Samoa     | 20 – 13                   | Tonga |  |
| \| \| \| \| \| mete: trasf.: c.p.: Drop: \| Marcatori \| mete: trasf.: c.p.: Drop: \| |           |                           |       |  |
|                                                                                       |           |                           |       |  |
| mete: trasf.: c.p.: Drop:                                                             | Marcatori | mete: trasf.: c.p.: Drop: |       |  |

| Apia 31 maggio 1988                                                                   | Tonga     | 13 – 16                   | Figi |  |
| \| \| \| \| \| mete: trasf.: c.p.: Drop: \| Marcatori \| mete: trasf.: c.p.: Drop: \| |           |                           |      |  |
|                                                                                       |           |                           |      |  |
| mete: trasf.: c.p.: Drop:                                                             | Marcatori | mete: trasf.: c.p.: Drop: |      |  |

| Apia 4 giugno 1988                                                                    | Samoa     | 17 – 17                   | Figi |  |
| \| \| \| \| \| mete: trasf.: c.p.: Drop: \| Marcatori \| mete: trasf.: c.p.: Drop: \| |           |                           |      |  |
|                                                                                       |           |                           |      |  |
| mete: trasf.: c.p.: Drop:                                                             | Marcatori | mete: trasf.: c.p.: Drop: |      |  |